# Nakajima B6N
Накадзіма B6N Тендзан (яп. 中島B6N天山, «Накадзіма B6N Небесна гора») — торпедоносець-бомбардувальник Імперського флоту Японії в часи Другої світової війни. Виготовлений авіаційною компанією Nakajima за проєктом Мацумури Кен'іті. Літак був одним з найкращих у своєму роді, але не зміг проявити свої бойові якості через повну ініціативу авіації США у повітрі.
Кодове ім'я союзників — Джил (англ. Jill).

## Історія створення
В 1939 році командування Імперського флоту Японії видало специфікацію «14-Shi» на виготовлення тримісного палубного торпедоносця для заміни B5N. Новий літак мав мати максимальну швидкість 460 км/год, крейсерську швидкість 270 км/год, дальність польоту в 1850 км з 800 кг бомбового навантаження, або 3300 км без навантаження. У фірмі Nakajima розробкою нового літака зайнявся Кенічі Мацумура.
При розробці нового літака було використано схожу модель до B5N, а вимоги по характеристиках планувалось досягнути через використання потужнішого двигуна. Новий двигун мав значно збільшувати масу, але через обмеження по розмірах палубних літаків довжина (11.4 м) і розмах крил (14.9 м) теж не змінились, хоча хвіст був дещо перероблений. Флот пропонував використати якийсь двигун з серії Mitsubishi Kaisei, але Мацумура вибрав новий 14-ти циліндровий двигун повітряного охолодження Nakajima Mamoru 11 потужністю 1860 к.с., який був економніший і мав більший потенціал для вдосконалень.

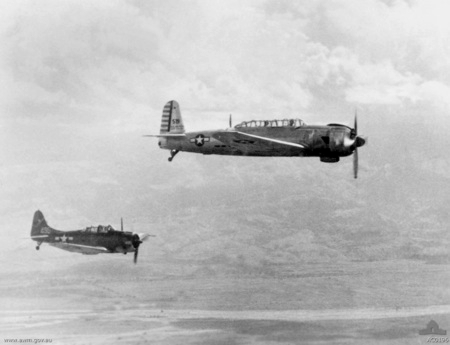
Захоплений B6N2 в польоті з SBD Dauntless.

До перших випробувань, що відбулись навесні 1941 року, було виготовлено два прототипи. Перші тестові польоти були невдалими. Зокрема виявилось, що фюзеляж не компенсує потужний момент, створений двигуном. Для компенсації, вертикальні поверхні хвоста було зміщено вліво більш ніж на 2 градуси. Ця модифікація значно покращила льотні характеристики, але сам двигун ще перебував на стадії розробки і мав безліч проблем. Оскільки війна на Тихому океані ще не почалась, літак було вирішено не приймати на озброєння відразу, а зачекати на доопрацювання двигуна.
Випробування на авіаносцях Рюхо і Дзуйкаку відбулись в кінці 1942 року, але проявились проблеми з гальмівним гаком, який не витримував маси літака, що привело до декількох аварій. Після зміцнення гаку B6N1 було прийнято на озброєння під назвою «Палубний бомбардувальник Тензан Модель 11», не зважаючи на те, що для запуску B6N1 з палуби доводилось використовувати допоміжне обладнання з ракетними прискорювачами.
Серійні літаки мали деякі зміни порівняно з прототипами. Єдиний ряд вихлопних труб помітно світився, тому його було замінено на багато малих. Також було встановлено ще один 7,7-мм кулемет, що міг вести вогонь через отвір на дні літака. Випробування показали, що торпеди могли відбиватись від поверхні води при низькій висоті скидання, тому кріплення було нахилено ще на два градуси вниз. Заміна незахищених паливних баків на гумові захищені не була здійснена, оскільки тоді їх об'єм зменшувався на 30 % що було не прийнятно для флоту.
Нова модифікація B6N була вимушеним кроком, оскільки міністерство озброєння видало вказівку фірмі Nakajima припинити виготовлення двигунів Mamoru і переключитись на Kaisei, оскільки останній використовувався на більшій кількості літаків. Таким чином, було виготовлено тільки 135 B6N1, а нова модель з двигуном Mitsubishi Kaisei 25 отримала назву «Палубний бомбардувальник Тензан Модель 12» (B6N2). Окрім двигуна, нова модель майже не відрізнялась від попередньої, хіба що заднє колесо шасі було змінене з висувного на звичайне. В пізніших серійних машинах було замість верхнього 7,7-мм кулемета встановлювався 13-мм кулемет «Тип 2». Ця модифікація отримала назву B6N2a (Модель 12A).
Два B6N2 було перероблено для використання двигуна Mitsubishi MK4T-C Kaisei 25c потужністю 1850 к.с., а також з зміцненим шасі для використання з непідготовлених аеродромів. Нова модель отримала позначення B6N3 (Модель 13), але до кінця війни не було виготовлено жодної серійної машини.
Загалом до кінця війни було виготовлено 1268 літаків включаючи прототипи.

## Тактико-технічні характеристики

### Технічні характеристики
|                         | B6N1                        | B6N2                        |
| ----------------------- | --------------------------- | --------------------------- |
| Екіпаж                  | 3 особи                     | 3 особи                     |
| Довжина                 | 10.37 м                     | 10.87 м                     |
| Висота                  | 3.7 м                       | 3.8 м                       |
| Розмах крил             | 14.9 м                      | 14.9 м                      |
| Площа крил              | 37.2 м²                     | 37.2 м²                     |
| Маса пустого            | 3 223 кг                    | 3 010 кг                    |
| Маса спорядженого       | 5 200 кг                    | 5 200 кг                    |
| Максимальна злітна маса | 5 650 кг                    | 5 650 кг                    |
| Навантаження на крило   | 139.8 кг/м²                 | 139.8 кг/м²                 |
| Двигуни                 | Nakajima NK7A Mamoru 11     | Mitsubishi MK4T Kaisei 25   |
| Потужність              | 1800 к. с.                  | 1860 к. с.                  |
| Питома потужність       | 2.9 кг/к.с.                 | 2.8 кг/к.с.                 |
| Максимальна швидкість   | 465 км/г (на висоті 4800 м) | 480 км/г (на висоті 4900 м) |
| Крейсерська швидкість   | 335 км/г                    | 335 км/г                    |
| Практична дальність     | 1 460 км                    | 1 750 км                    |
| Максимальна дальність   | 3 450 км                    | 3 045 км                    |
| Практична стеля         | 8 650 м                     | 9 040 м                     |
| Час набору висоти       | 5000 м за 11 хв.            | 5000 м за 10 хв. 24 с.      |

### Озброєння

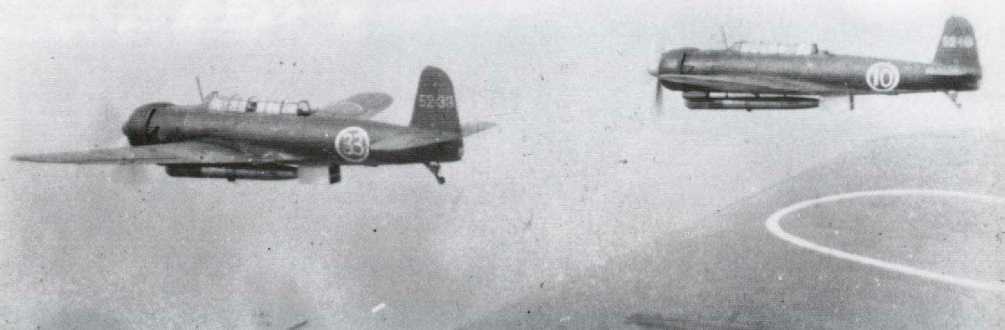
Два B6N2 з торпедами «Тип 91» в польоті

- B6N1, B6N2:
  - 7.7 мм кулемет «Тип 97» в кабіні стрільця
  - 7.7 мм кулемет «Тип 97» в нижній вогневій точці
- B6N2a, B6N3:
  - 13 мм кулемет «Тип 2» в кабіні стрільця
  - 7.7 мм кулемет «Тип 97» в нижній вогневій точці
- Бомбове навантаження:
  - 800 кг бомб
  - 1 × 800 кг торпеда

## Історія використання

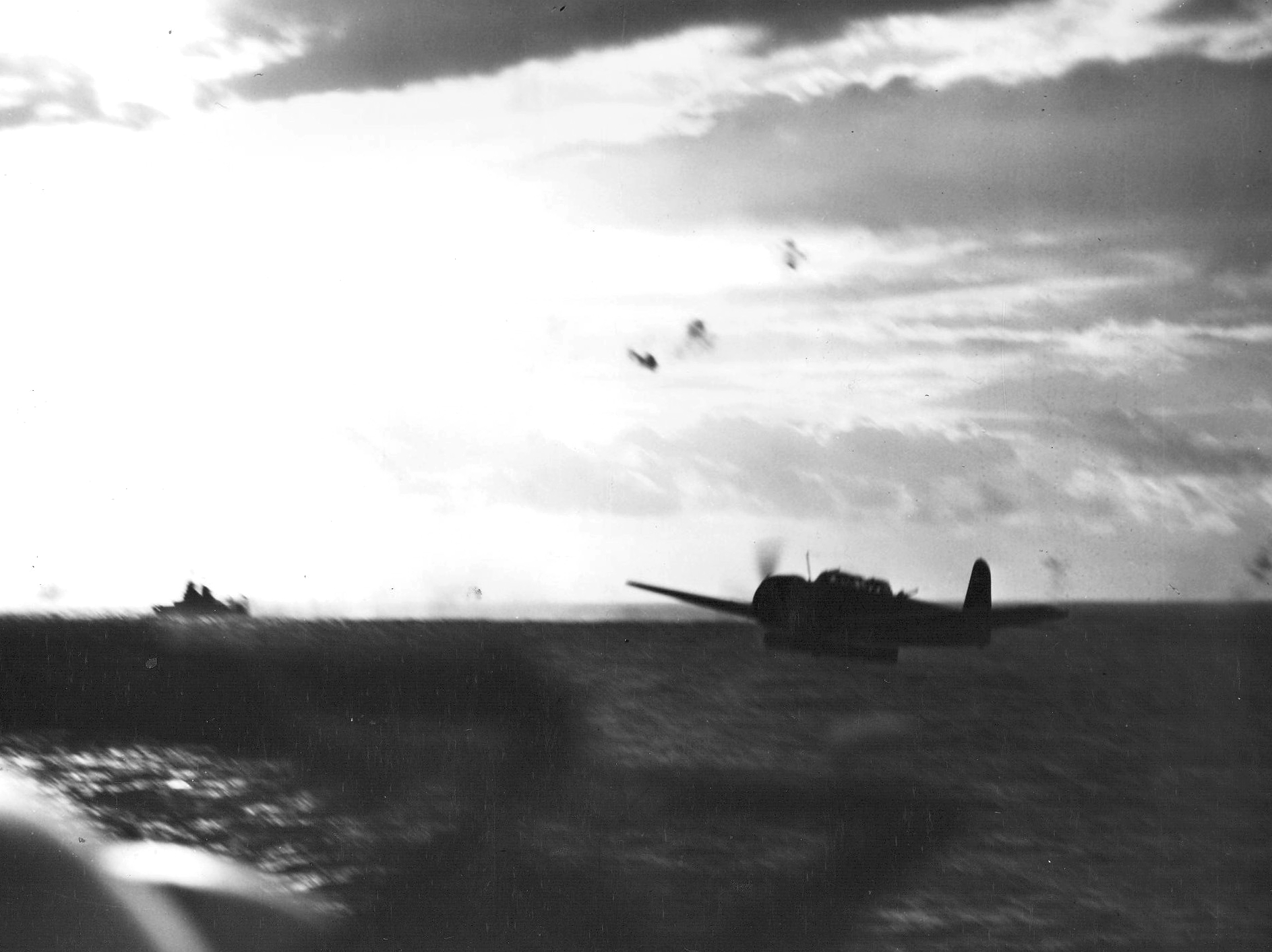
B6N пролітає повз USS Yorktown під час рейду біля острова Трук. Квітень 1944.

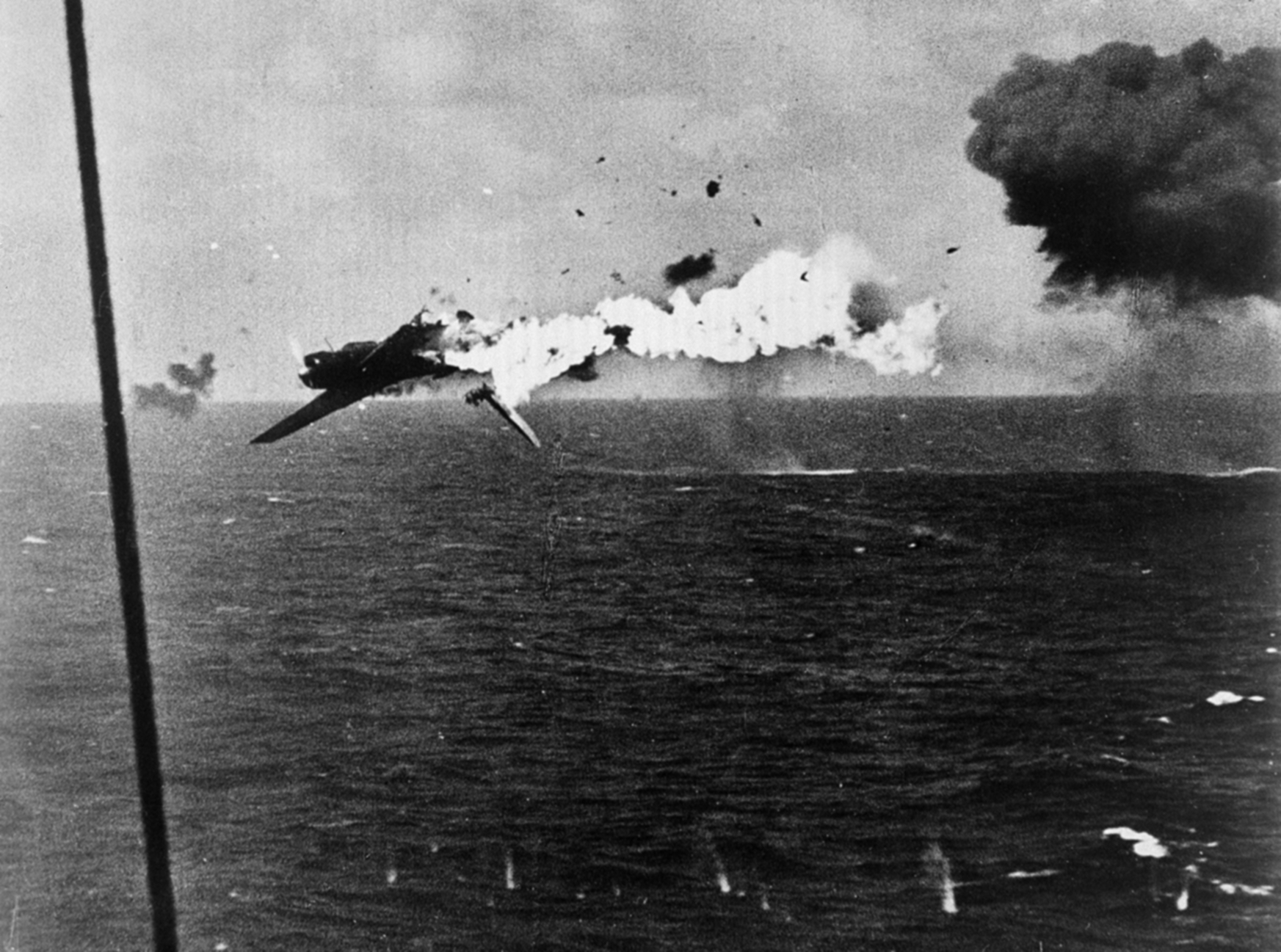
B6N підбитий 5-ти дюймовою зенітною гарматою з USS Yorktown. Захоплення атолу Кваджалейн.

Першими, літом 1943 року, B6N отримали три авіазагони розміщені на авіаносцях — 601, 652 і 653-й, але через загрозу висадки американців на Бугенвіль, 40 B6N 601-го авіазагону були перекинуті в Рабаул. Перший бойовий виліт відбувся 5 листопада проти американського флоту поблизу Бугенвіля, але жодного попадання досягти не вдалось, а було втрачено 4 літаки з 16 що вилетіли на місію. 8 і 11 листопада 601-й авіазагін провів ще два нальоти, але втрати були великими і 13 листопада авіазагін, в якого залишилось тільки 6 B6N1, був переведений на острів Трук.
Як палубний торпедоносець B6N отримав бойове хрещення у битві в Філіппінському морі, але в умовах повного панування американської авіації не зміг завдати жодної помітної шкоди. В цьому бою B6N використовувались не тільки як торпедоносці чи бомбардувальники, а як і лідери груп, оснащені радіо-локатором. Битва закінчилась катастрофою для японської авіації, і з 68 B6N, що брали участь в бою, залишилось тільки вісім.
Після цього B6N використовувався майже в усіх боях до самого закінчення війни. В боях за Окінаву B6N в складі 705 і 752-го авіазагонів застосовувались як в ролі бомбардувальників, так і в ролі літаків-камікадзе.
В останні місяці війни B6N2 903-го авіазагону були включені до складу 1-го ескортного флоту і використовувались для антисубмаринного патрулювання. Для цих місій їх оснащували радарами. Також тринадцять B6N було в складі 553-го авіазагону розташованого на Курильських островах брали участь в боях з СРСР.

### Оцінка проєкту
B6N був в цілому вдалим літаком, але його велика швидкість зльоту і посадки обмежували його використання тільки з важких авіаносців. Також невдалий вибір двигуна затримав розробку, і до прийняття літака на озброєння Японія втратила перевагу в повітряній війні.

## Оператори
Японська імперія
- Авіація імперського флоту Японії
  - Авіаносець Хійо
  - Авіаносець Дзюнйо
  - Авіаносець Сьокаку
  - Авіаносець Унрю
  - Авіаносець Тайхо
  - Авіаносець Хійо
  - Авіаносець Дзуйкаку
  - 551-й авіазагін
  - 553-й авіазагін
  - 601-й авіазагін
  - 652-й авіазагін
  - 653-й авіазагін
  - 705-й авіазагін
  - 752-й авіазагін
  - 903-й авіазагін
  - Авіазагони південних островів